# 1932 في إيطاليا
فيما يلي قوائم الأحداث التي وقعت خلال عام 1932 في إيطاليا.

## سياسة

### تعيين في المنصب
- 1 يناير – جيوفاني جنتيلي Director of the Scuola Normale Superiore ‏.

### انتهاء فترة المنصب
- 1 يناير – جيوفاني جنتيلي Director of the Scuola Normale Superiore ‏.

## مواليد

### يناير
- 1 يناير – جيوفاني جونا فيزيائي إيطالي.
- 5 يناير – أومبرتو إكو
- 14 يناير – أنطونيو ماسبيس درّاج طريق إيطالي.

### فبراير
- 5 فبراير – تشيزاري مالديني لاعب ومدرب كرة قدم إيطالي.

### مارس
- 5 مارس – أمليتو فريناني لاعب كرة قدم إيطالي.

### أبريل
- 13 أبريل – دينو بروني درّاج طريق إيطالي.
- 18 أبريل – فرانسيسكو زاغاتي لاعب كرة قدم إيطالي.

### مايو
- 11 مايو – فالنتينو غارافاني مصمم أزياء إيطالي.
- 13 مايو – إميليو ميندوجني متسابق دراجات نارية إيطالي.
- 13 مايو – جيلبرتو ميلاني متسابق دراجات نارية إيطالي.

### يونيو
- 3 يونيو – ساندرو غامبا
- 19 يونيو – بيير أنجيلي

### يوليو
- 10 يوليو – كارلو ماريا أباتي
- 14 يوليو – غويدو فينسينزي لاعب ومدرب كرة قدم إيطالي.

### سبتمبر
- 23 سبتمبر – غيدو جراتون لاعب كرة قدم إيطالي.

### ديسمبر
- 30 ديسمبر – باولو فيلاجيو ممثل إيطالي.

## وفيات

### يناير
- 1 يناير – إرنيستو مومبيلي (مواليد 1867) سياسي إيطالي.
- 1 يناير – إليو موديلياني (مواليد 1861)

### مارس
- 10 مارس – باولو بوسيللي (مواليد 1838) سياسي إيطالي.
- 16 مارس – جورج ماري هارت (مواليد 1884) مستكشف فرنسي.

### أبريل
- 20 أبريل – جوزيبه بيانو (مواليد 1858) رياضياتي إيطالي.

### يوليو
- 22 يوليو – إريكو مالاتيستا (مواليد 1853)